# Танець Осман Така
Танець Осман Така (Albanian : Vallja e Osman Takës , Greek : Ο χορός του Οσμάν Τάκα, or Σαμαντάκα) — найвідоміший народний танець чамів та албанців і греків. Цей танець пов'язаний з Осман Така, лідером чамів, хто боровся проти сил Османської імперії, і яким вдалося втекти від смерті завдяки цьому танцю. Цей старовинний народний танець чамів, але під цим ім'ям він відомі тільки з 19-го століття.

## Історія танцю
Осман Така був одним з основних сподвижників в часи Національного відродження Албанії і відомим танцівником свого часу. Його ранні роки не ясні, окрім того, що він народився в Філіатес (Filiates) в одній з найміцніших і найбагатших родин міста. У 1848 році він почав збройне повстання проти Османської імперії і став головним героєм у албанського опору силам Османської імперії. Після того як османській реакції вдалося захопити вивільнені революціонерами території, Осман був арештований в 1886 році і обвинувачений в зраді. Він був переведений у в'язницю в Яніні і був засуджений до смертної кари. Легенди повідають, коли його попросили назвати своє останнє бажання, він захотів, щоб дозволили станцювати. Його танець був такий красивий, що місцеві жандарми з османської армії, не стратили його, лише через кілька днів він був спійманий знову і був убитий в селищі Конісполь (Konispol).